# HHS Odessa
HHS Odessa (ukr. «ГГС» Одеса) – ukraiński klub piłkarski z siedzibą w mieście Odessa, w południowo-zachodniej części kraju, działający w latach 1914–1915.

## Historia
Chronologia nazw:
- 1914: HHS Odessa (ukr. «ГГС» [Грецький гурток спорту] Одеса, ros. «ГКС» [Грецкий кружок спорта] Одесса)
- 1915: klub rozwiązano

Piłkarska drużyna HHS lub GKS (z ros.) została założona w Odessie w 1914 roku przez lokalną społeczność grecką, zrzeszoną w Greckim Kole Sportowym.
W sezonie 1914/15 zespół startował w rozgrywkach 1 kategorii Odeskiej Ligi Piłki Nożnej, w której zajął ostatnie 9.miejsce. W związku z trwającą I wojną światową klub został rozwiązany w 1915 roku.

## Sukcesy
- Mistrzostwa Odessy:
  - 9.miejsce: 1914/15.